# Konflikt w Libanie (2008)
Konflikt w Libanie wybuchł 7 maja 2008, gdy prozachodni rząd premiera Fouada Siniory uznał za nielegalną prywatną sieć telefoniczną Hezbollahu. Przywódca organizacji szejk Hasan Nasr Allah uznał to za wypowiedzenie wojny. Na ulice stolicy Libanu, Bejrutu, wyszło wojsko, które patrolowało ulice. Wojsko jednak chciało zachować neutralność, a nie uczestniczyć w bitwie. Skład armii odzwierciedlała bogatą mozaikę wyznaniową i narodowościową kraju w którym nie trudno o wojnę. Wojskowi wstrzymywali się od interwencji, czym chcieli zapobiec rozłamowi w swoich szeregach. Oficjalnie konflikt został zażegnany po dwóch tygodniach.
„Hezbollah i sojusznicy przestaną występować w Bejrucie z bronią w ręku bowiem armia libańska zrezygnowała z realizacji nałożonych przez rząd przedsięwzięć przeciwko nim” – oświadczył Hezbollah. Oświadczenie to zaznacza jednak, że opozycja kontynuować będzie „obywatelskie nieposłuszeństwo” by wymusić w ten sposób zwiększenie jej roli w rządzie oraz zmianę systemu wyborczego.

## Przejęcie Bejrutu
8 maja Hasan Nasr Allah oświadczył, że rząd doprowadził do otwartej wojny. Tego dnia rozpoczęły się ciężkie walki na ulicach Bejrutu. Użyto karabinów maszynowych, ręcznych granatników i przeciw pancernych rakiet. Na ulicach poustawiano barykady, ważniejsze nawet pozamykano. Walki trwały całą noc, 9 maja Hezbollah zdominował większość dzielnic miasta. W starciach zginęło 15 cywilów, 27 żołnierzy libańskich i 13 bojówkarzy Hezbollahu.

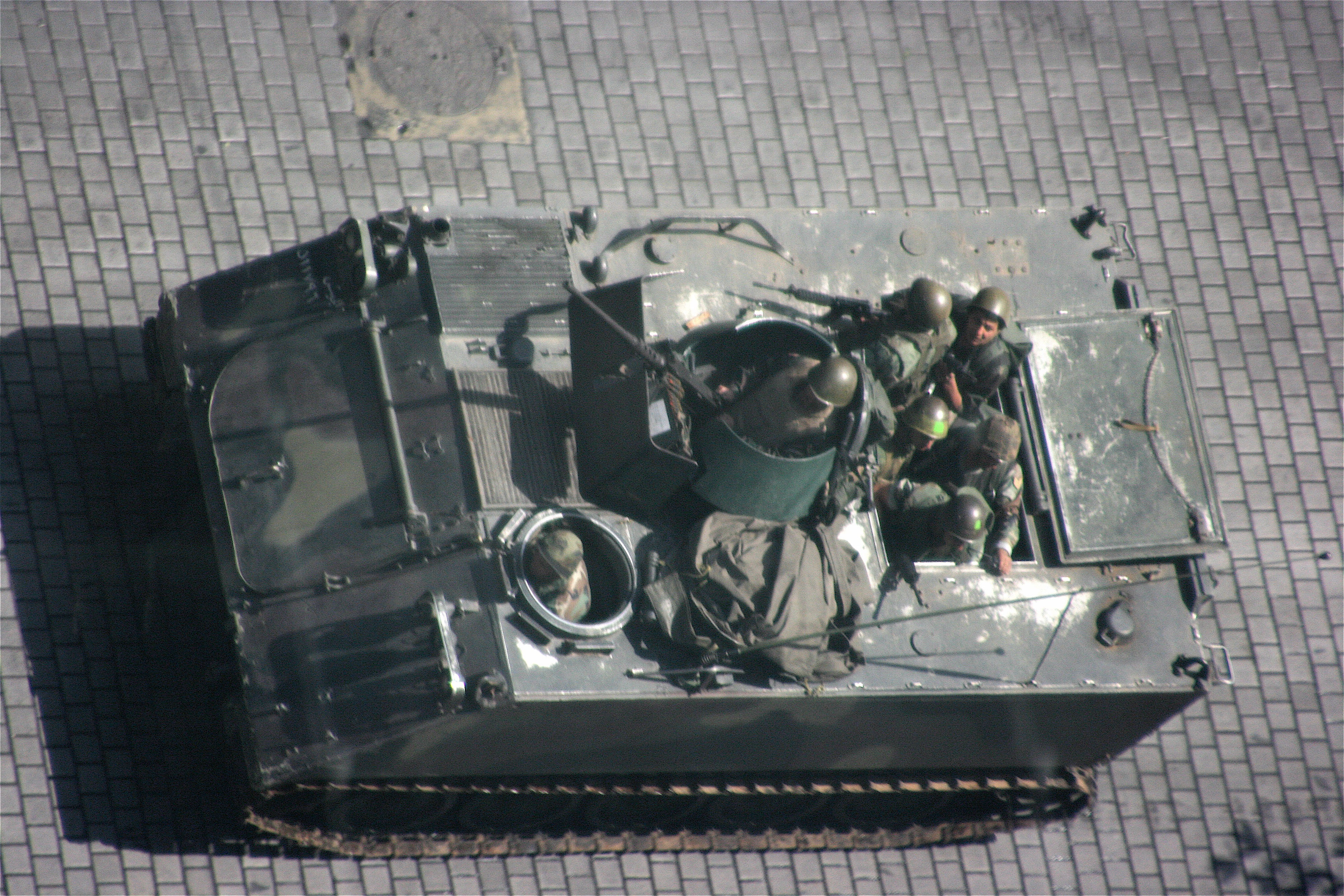
Wóz pancerny wojsk libańskich na ulicach Bejrutu 9 maja 2008

## Porozumienie
W dniach 10-12 maja walki przeniosły się na północ Libanu, lecz starcia nie miały już żadnego większego znaczenia, znaczące jest to Hezbollah nie osiągnął już takiego sukcesu jak w stolicy.
14 maja prozachodni rząd nawiązał kontakt z bojownikami i ostatecznie nawiązano dialog. Zaprzestano prowadzić operacji zbrojnych, a bojówki Hezbollahu wycofały się z Bejrutu.
21 maja 2008 konflikt został ostatecznie zażegnany, Hezbollah po negocjacjach podpisał porozumienie w Doha. Porozumienie to kończy 18-miesięczny kryzys polityczny w Libanie.

## Reakcje USA
16 czerwca 2008 w Libanie niespodziewanie zagościła Condoleezza Rice, która w imieniu USA wyraziła poparcie dla rządu jedności libańskiej.

## Nowe walki w Trypolisie
21 czerwca wybuchły walki na północy Trypolisie. Od poranka 21 czerwca 2008 ciężkie walki toczyli ze sobą prorządowi sunnici i popierający Hezbollah alawici. Korzystali z broni maszynowej, granatów i pocisków moździerzowych. Frakcyjne walki pochłonęły już życie co najmniej 8 osób, a 48 zostało rannych.
Wiele domów, sklepów i samochodów zostało zniszczonych w Trypolisie - drugim co do wielkości mieście w Libanie. Zbrojna konfrontacja między tymi dwoma ugrupowaniami zagroziła w maju wybuchem wojny domowej. Przyczyną tych zdarzeń, po zawartym porozumieniu, było opóźnienie w tworzeniu rządu jedności narodowej, co było jednym z warunków porozumienia. To wzbudziło obawy o dalsze pogorszenie się sytuacji bezpieczeństwa.
23 czerwca obie strony zgodziły się na rozmieszczenie wojska w rejonach, gdzie dochodziło do najostrzejszych starć. Każdy, kto po czwartej po południu miejscowego czasu zostanie zauważony na ulicach z bronią, będzie celem wojskowych.